# Chiết Ngự Khanh
Chiết Ngự Khanh (chữ Hán: 折御卿, 958 – 995), tự Thế Long, người dân tộc Đảng Hạng Khương, tịch quán Vân Trung , nhân vật đầu đời Bắc Tống. Ông là gia chủ đời thứ 4, thế hệ thứ ba của họ Chiết nắm quyền tự trị Phủ Châu , là người thứ 3 được chánh quyền Bắc Tống thừa nhận.

## Cuộc đời và sự nghiệp
Ngự Khanh là em trai của Chiết Ngự Huân – gia chủ đời thứ ba của họ Chiết nắm quyền tự trị Phủ Châu. Ngự Khanh khi còn nhỏ thì được bổ làm Tiết viện sứ; khi Ngự Huân đương chức thì được thự chức Binh mã đô hiệu; đến khi Ngự Huân rời chức (976) thì được triệu làm Nhàn cứu phó sứ, Tri Phủ Châu .
Tháng 4 ÂL năm Thái Bình Hưng Quốc thứ 4 (979), Tống Thái Tông tấn công Hà Đông lộ, Ngự Khanh  với Doãn Hiến nhận lệnh lĩnh đồn binh cùng đánh Lam Châu. Bọn Ngự Khanh phá huyện Lam Cốc , bắt tướng Bắc Hán là Quân sứ Chiết Lệnh Đồ dâng lên, rồi hạ tiếp Lam Châu , giết Hiến Châu thứ sử Quách Dực , bắt bọn Quỳ Châu thứ sử Mã Duyên Trung 7 người. Được thăng Sùng nghi sứ .
Tháng 4 ÂL năm thứ 7 (982), Liêu Mục Tông nam chinh, Ngự Khanh đánh bại kẻ địch ở trại Tân Trạch, bắt hơn trăm tướng hiệu, góp công đẩy lui cả ba đạo quân Khiết Đan .
Năm Thuần Hóa thứ 3 (992), Ngự Khanh trải qua 4 lần thăng chức, làm đến Phủ Châu quan sát sứ .
Tháng 4 ÂL năm thứ 5 (994), Ngự Khanh chiêu dụ được 8000 hộ các tộc Phiên, Hán ở các châu Ngân, Hạ, đếm được hàng vạn ngựa, bò, dê; tâu lên, triều đình bái làm Vĩnh An quân tiết độ sứ để thưởng công . Tháng giêng Âl năm Chí Đạo đầu tiên (995) , Chiêu thảo sứ Hàn Đức Uy của Khiết Đan đưa hơn vạn quân xâm nhập, Ngự Khanh đánh cho họ đại bại ở Từ Hà Xá , chém 5000 thủ cấp, bắt 1000 thớt ngựa, tướng hiệu của Khiết Đan là Đột Quyết thái úy, Tư đồ, Xá lợi tử chết hơn 20 người, bắt được Thổ hồn 1 người, khiến người Khiết Đan e sợ. Tống Thái Tông sai sứ hỏi Ngự Khanh: "Những nơi yếu hại ở tây bắc đều đồn trú binh mạnh, người Nhung làm sao đến được?" Ngự Khanh đáp rằng: "Địch men theo ngõ hẹp của khe núi, mưu cướp bóc. Thần dò biết được, sai người đốn đường về, rồi thả binh đánh lớn, khiến chúng thua chạy, người ngựa ngã khỏi vách núi chết vô số, đại tướng Hàn Đức Uy một minh chạy thoát. Đều là thánh đức phù trợ, không phải công của thần." Được Thái Tông khen ngợi .
Tháng 12 ÂL cùng năm , Ngự Khanh bị bệnh, Hàn Đức Uy dò biết, lại thêm Tây Hạ quốc vương Lý Kế Thiên dụ dỗ, hòng báo thù trận thua ở Tử Hà Xá. Ngự Khanh ôm bệnh ra đánh, Đức Uy nghe tin ông đến, không dám tiến. Bệnh Ngự Khanh ngày càng nặng, mẹ ngầm sai người gọi về chữa trị, ông nói: "Đời đời chịu ơn nước, giặc vùng biên chưa diệt, là tội của Ngự Khanh đấy. Nay gặp địch mà tự ý bỏ sĩ tốt thì không thể, phải chết trong quân là số phận rồi. Hãy trình với Thái phu nhân, đừng lo cho ta, trung hiếu há lưỡng toàn." Nói xong thì rơi nước mắt. Hôm sau, Ngự Khanh mất, hưởng thọ 38 tuổi .

## Hậu sự
Tống Thái Tông nghe tin, thương tiếc hồi lâu, tặng Thị trung, lấy con trai của Ngự Khanh là Duy Chánh làm Lạc uyển sứ, Tri châu sự . Duy Chánh có bệnh hoang tưởng, không thể coi việc, sang năm được gọi vào chầu; triều đình lấy em trai Duy Chánh là Duy Xương kế tục .

## Đánh giá
Tục tư trị thông giám đánh giá: Ngự Khanh mấy đời làm biên tướng, quen biết tình trạng Phiên Di, luôn muốn lập công để báo ân, triều đình cũng lấy Lân, Phủ bức ép Nhung Di, dựa vào đó che chắn một mặt. Từ trận Tử Hà Xá, giặc biên rời rã, không dám thâm nhập.